# 지에구 아우베스
지에구 아우베스 카헤이라(포르투갈어: Diego Alves Carreira, 1985년 6월 24일~)는 지에구 아우베스로도 알려진 브라질의 축구 선수이다. 포지션은 골키퍼이고, 현재 셀타 비고에서 뛰고 있다.

## 클럽 경력
지에구 아우베스는 아틀레치쿠 미네이루에서 프로 생활을 시작하여 2007년 7월 24일 알메리아로 이적했다.
알메리아 이적 후 초기에는 또 다른 이적생 다비드 코베뇨에 밀려 백업으로 지냈지만, 곧 아우베스가 의심할 여지 없는 주전이 되었으며 레알 마드리드와 같은 쟁쟁한 클럽을 물리치며 프리메라리가 8위에 안착하는데 일조했다.
2008년 8월 코베뇨가 라요 바예카노로 또난 후 아우베스는 2008-09 시즌 동안 주전으로 남게 되었다. 그러나 시즌 막판 부상으로 고통을 받아야했다. 완벽하게 회복을 한 후 2009-10 시즌에는 발렌시아전 30분에 퇴장 당한 경기와 세비야와의 리그 마지막 경기를 제외하고는 전 경기 모든 시간에 출전했다. 시즌이 끝나기도 전에 그는 여러 이적설에 시달린 적도 있다.
2010년 11월 20일, 아우베스는 바르셀로나와의 경기에서 무려 8골을 내주며 0-8로 패배하였다. 이 경기 후 알메리아의 감독 후안 마누엘 리요가 경질당했다.
2011년 5월 중순 알메리아가 2010-11 시즌에서 강등 당한 후, 발렌시아의 회장 마누엘 요렌테가 아우베스와의 계약을 확신했다.

## 국가대표 경력
아우베스는 베이징에서 열린 2008년 하계 올림픽의 브라질 대표로 참가하였다. 헤낭의 백업이어서 브라질이 동메달을 걸때까지 한 경기도 출전하지 못했다.

## 수상 경력

### 클럽

#### 보타포구
- 브라질 세리에 B: 2006

#### 아틀레치쿠 미네이루
- 캄페오나투 미네이루: 2007

### 국가대표
- 하계 올림픽 동메달: 2008